# Hernie diaphragmatique congénitale
 Mise en garde médicale
La hernie diaphragmatique congénitale (HDC), est une absence de la fermeture du canal pleuropéritonéal entre 9 et 10 semaines de grossesse. En raison de la pression différente entre l'abdomen et le thorax, les organes de l'abdomen se déplacent dans le thorax, entraînant un développement insuffisant des poumons avec apparition d'une hypoplasie pulmonaire responsable du décès de la moitié des enfants.

## Prévalence
La prévalence de cette maladie survient dans une naissance sur 3 000 environ. Dans un peu plus de la moitié des cas, la hernie diaphragmatique est isolée ; dans 25 % des cas il existe des malformations associées ; dans 30 % une anomalie chromosomique est retrouvée et dans les 5 % des cas restants un syndrome génétique est mis en évidence.
Les malformations le plus souvent associées avec une hernie diaphragmatique congénitale sont : les cardiopathies, les anomalies du système nerveux central, les fentes labio-palatines, les anomalies rénales et du squelette. Les anomalies chromosomiques les plus fréquentes sont la trisomie 18 et la trisomie 13. Le syndrome le plus souvent rencontré est le syndrome de Fryns.

## Différents types
80 à 92 % des hernies diaphragmatiques congénitales sont des hernies postéro-latérale, aussi appelé hernie de Bochdalek, dont 85 % des hernies sont à gauche, 10 % à droite et 5 % sont bilatérales.
Il existe aussi les hernies centrales, et les hernies de Morgagni-Larrey ou hernies de Morgagni.

## Diagnostic anténatal
Le diagnostic de la hernie diaphragmatique congénitale se fait le plus souvent au cours d'une échographie systématique. La majorité des découvertes se fait au 2e trimestre,le diagnostic le plus précoce étant 15 SA. Il est possible que l'échographie du deuxième trimestre soit normale et que la hernie ne soit diagnostiquée qu'au cours du troisième trimestre. En effet, si la hernie est de petite taille, ce n'est que lorsque la pression intra-abdominale augmente que les viscères abdominaux se déplacent en intra-thoracique.
Le taux de détection de cette pathologie, en Europe, est de 70 % mais varie significativement suivant les pays européens. En effet, dans certains pays européens comme le Danemark ou les Pays-Bas, la réalisation d'une échographie au cours de la grossesse n'est pas systématique.

### Signes échographiques
Le diagnostic échographique de la HDC gauche est plus aisé que celui de la HDC droite.
La sémiologie échographique repose sur la mise en évidence des organes herniés dans le thorax, souvent associés à une déviation du cœur et un hydramnios.

#### Hernie diaphragmatique gauche
- déviation du cœur à droite, volume parfois diminué (hypoplasie des cavités gauches),
- dans l’hémithorax gauche :
  - estomac anéchogène, intra thoracique, avec mouvements cardiaques transmis à l'estomac ;
  - anses intestinales échogènes, évoquées par leur péristaltisme ;
  - parfois images échogènes appartenant à la rate ou au lobe gauche du foie.
- en revanche, image directe de l’ouverture diaphragmatique difficilement individualisable : solution de continuité de la fine bande anéchogène (interface), séparant le thorax de l’abdomen ;
- aspect déshabité de l’abdomen et biométrie faible.

#### Hernie diaphragmatique droite
Diagnostic plus difficile, amélioré néanmoins par le codage couleur qui permet d’individualiser :
- une déviation de l’axe ombilico-porto-systémique ;
- ascension du foie (homogène et échogène) et de la vésicule biliaire (anéchogène et piriforme) ;
- le cœur est refoulé vers l’hémithorax gauche.

### Diagnostic différentiel
Le diagnostic différentiel de la hernie diaphragmatique congénitale se fait surtout au cours de l'échographie. On peut discuter soit :
- Kyste bronchogénique
- Maladie adénomatoïde du poumon
- Séquestre pulmonaire
- Tératome kystique
- Tumeur neurologique
- Tumeur para-œsophagienne
- Agénésie pulmonaire

## Causes

### Anomalies chromosomiques
| Maladies chromosomiques s'accompagnant d'une hernie diaphragmatique congénitale | Maladies chromosomiques s'accompagnant d'une hernie diaphragmatique congénitale | Maladies chromosomiques s'accompagnant d'une hernie diaphragmatique congénitale | Maladies chromosomiques s'accompagnant d'une hernie diaphragmatique congénitale | Maladies chromosomiques s'accompagnant d'une hernie diaphragmatique congénitale |
| Pathologie                                                                      | OMIM                                                                            | Chromosome                                                                      | Fréquence des HDC dans ce syndrome                                              |                                                                                 |
| ------------------------------------------------------------------------------- | ------------------------------------------------------------------------------- | ------------------------------------------------------------------------------- | ------------------------------------------------------------------------------- | ------------------------------------------------------------------------------- |
| Syndrome de Pallister-Killian (en)                                              | 601803                                                                          | 12                                                                              | 5 % des cas                                                                     |                                                                                 |
| Trisomie 21                                                                     | 190685                                                                          | 21                                                                              | Rare                                                                            |                                                                                 |
| Trisomie 13                                                                     | 222448                                                                          | 13                                                                              | Rare                                                                            |                                                                                 |
| Trisomie 18                                                                     | 229850                                                                          | 18                                                                              | La plus fréquente des anomalies chromosomiques en cause dans la HDC.            |                                                                                 |
| Syndrome de Wolf-Hirschhorn                                                     | 194190                                                                          | 4p16.3                                                                          |                                                                                 |                                                                                 |
| Syndrome Emanuel (en)                                                           | 612626                                                                          | 11-22                                                                           |                                                                                 |                                                                                 |
| Syndrome de microdélétion 15q26.2                                               | 612626                                                                          | 15                                                                              |                                                                                 |                                                                                 |
| Syndrome de microdélétion 1q41q42                                               | 612530                                                                          | 1                                                                               |                                                                                 |                                                                                 |
| Syndrome de microdélétion 8p23.1                                                | -                                                                               | 8                                                                               |                                                                                 |                                                                                 |

### Anomalies génétiques
| Maladies génétiques ayant une hernie diaphragmatique congénitale comme signe caractéristique | Maladies génétiques ayant une hernie diaphragmatique congénitale comme signe caractéristique | Maladies génétiques ayant une hernie diaphragmatique congénitale comme signe caractéristique | Maladies génétiques ayant une hernie diaphragmatique congénitale comme signe caractéristique | Maladies génétiques ayant une hernie diaphragmatique congénitale comme signe caractéristique | Maladies génétiques ayant une hernie diaphragmatique congénitale comme signe caractéristique |
| Pathologie                                                                                   | Transmission                                                                                 | OMIM                                                                                         | Chromosome                                                                                   | Gène                                                                                         | Fréquence                                                                                    |
| -------------------------------------------------------------------------------------------- | -------------------------------------------------------------------------------------------- | -------------------------------------------------------------------------------------------- | -------------------------------------------------------------------------------------------- | -------------------------------------------------------------------------------------------- | -------------------------------------------------------------------------------------------- |
| Syndrome de Cornelia de Lange                                                                | Dominante                                                                                    | 122470                                                                                       | 5p13.1                                                                                       | Mutation du gène NIPBL (en) dans 50 % des cas                                                | 5 % des cas                                                                                  |
| Syndrome de Denys-Drash                                                                      | Dominante                                                                                    | 194080                                                                                       | 11p13                                                                                        | WT1 (en)                                                                                     | Rare                                                                                         |
| Syndrome de Donnai-Barrow                                                                    | Récessive                                                                                    | 222448                                                                                       | Inconnu                                                                                      |                                                                                              | 70 % des cas                                                                                 |
| Syndrome de Fryns                                                                            | Récessive                                                                                    | 229850                                                                                       | Inconnu                                                                                      |                                                                                              | Plus de 80 %                                                                                 |
| Syndrome de Jarcho-Levin (en)                                                                | Récessive Dominante                                                                          | 277300                                                                                       |                                                                                              |                                                                                              |                                                                                              |
| Syndrome de Simpson-Golabi-Behmel                                                            | Récessive à l'X                                                                              | 312870                                                                                       | Xq26                                                                                         | GPC3 (en)                                                                                    | Rare                                                                                         |

## Prise en charge de la grossesse
Une fois le diagnostic de la hernie diaphragmatique confirmé par un centre de diagnostic prénatal, il faut rechercher et évaluer :
- des anomalies associées en particulier cardiaque par une échocardiographie fœtale ;
- la réalisation d'un caryotype par amniocentèse ou ponction de sang fœtal en fonction de la date de découverte de la hernie ;
- une évaluation du risque d'hypoplasie pulmonaire.

### Traitementin utero
Dans certains hôpitaux spécialisés et selon la gravité des cas, une intervention peut être proposé in utéro. Il s'agit de la pose d'un plug (petit ballon) entre la 28e et la 32e semaine de grossesse dans le poumon (par voie intratrachéale) afin d'en augmenter sa surface. Celui ci est retiré environ 4 semaines avant l'accouchement.

## Prise en charge du nouveau-né
Le nouveau-né est immédiatement pris en charge après sa naissance dans une Unité de soins intensifs de néonatologie où il reçoit une aide respiratoire. Il est nourri par le cordon ombilical et ses constantes sont surveillées. Si la fonction respiratoire devient stable (parfois après plusieurs jours) il sera opéré dans le but de repositionner les organes dans l’abdomen et fermer le trou dans le diaphragme.
L’opération ne peut malheureusement pas réparer l’hypoplasie pulmonaire et il arrive que l’enfant doive passer plusieurs semaines ou mois aux soins intensifs après l’opération avant que la fonction respiratoire récupère. Il se peut également que l'enfant présente de graves problèmes de nutrition et de reflux. La pose d'une gastrostomie peut être proposée en attendant une réalimentation normale.